# Municipio de Blue Mound (condado de Vernon)
El municipio de Blue Mound (en inglés: Blue Mound Township) es un municipio ubicado en el condado de Vernon en el estado estadounidense de Misuri. En el año 2010 tenía una población de 400 habitantes y una densidad poblacional de 3,34 personas por km².

## Geografía
El municipio de Blue Mound se encuentra ubicado en las coordenadas 37°59′21″N 94°13′17″O / 37.98917, -94.22139. Según la Oficina del Censo de los Estados Unidos, el municipio tiene una superficie total de 119.86 km², de la cual 118,06 km² corresponden a tierra firme y (1,5 %) 1,8 km² es agua.

## Demografía
Según el censo de 2010, había 400 personas residiendo en el municipio de Blue Mound. La densidad de población era de 3,34 hab./km². De los 400 habitantes, el municipio de Blue Mound estaba compuesto por el 99,25 % blancos y el 0,75 % eran de una mezcla de razas. Del total de la población el 0,5 % eran hispanos o latinos de cualquier raza.